# مارتي أبيل
مارتي أبيل (بالإنجليزية: Marty Appel)‏ هو كاتب حول الرياضة أمريكي، ولد في 7 أغسطس 1948 في بروكلين في الولايات المتحدة.

## وصلات خارجية
- الموقع الرسمي
- مارتي أبيل على موقع IMDb (الإنجليزية)
- مارتي أبيل على موقع قاعدة بيانات الفيلم (الإنجليزية)